# Aladdin, Wyoming
Aladdin, under slutet av 1800-talet även känt som Hay Creek och Barrett, är en mindre ort i Crook County i nordöstra delen av den amerikanska delstaten Wyoming. Orten är belägen vid korsningen mellan delstatsvägarna 24 och 111, omkring 30 kilometer väster om Belle Fourche, South Dakota och 35 kilometer nordost om Sundance, Wyoming. Befolkningen uppgick till 15 personer 2009.

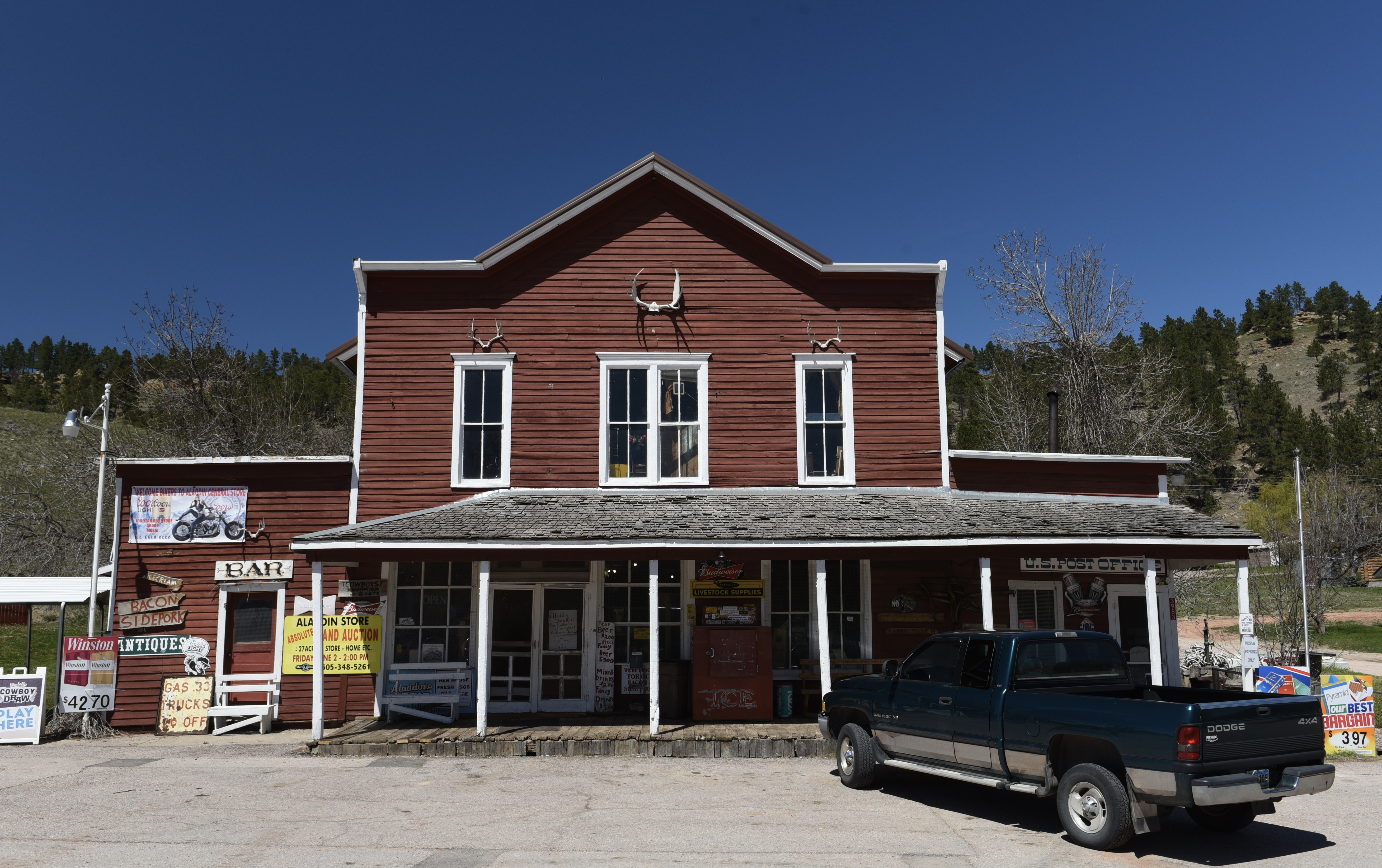
Wyoming Mercantile, ortens handelsbod som är upptagen i National Register of Historic Places.

## Historia
Orten namngavs av en kalifornisk investerare i samband med att bebyggelsen planlades.
Ortens postkontor öppnades 1888 under namnet Hay Creek och fick namnet Aladdin 1898. Kontoret var i drift till stängningen 1964. Mellan 1901 och 1927 trafikerades ortens station av Wyoming and Missouri Valley Railroad. De huvudsakliga näringarna i området var kolbrytning, skogsbruk och boskap. Befolkningen uppgick till ett par hundra personer när kolbrytningen hade sin storhetstid, med en betydande andel svenska immigranter.